# Classe Turbine
La classe Tùrbine, costituita da 8 cacciatorpediniere con nomi di venti, era tra le prime realizzazioni successive alla prima guerra mondiale di navi militari italiane di tale categoria. Tale classe ebbe una discreta riuscita. Esse avevano 4 cannoni da 120/45 in impianti binati e 6 siluri. Combatterono nella guerra, ma subirono 6 perdite già nel 1940 e le altre 2 affondarono dopo l'armistizio dell'8 settembre.

## Progetto
Nel primo dopoguerra, le classi di navi che erano disponibili in tutte le marine cominciarono a mostrare rapidamente una manifesta obsolescenza.
Le veloci unità classificate come cacciatorpediniere divennero via via sempre più inadeguate a fronte di nuove esigenze, come una maggiore tenuta al mare, una maggiore autonomia e armi più pesanti. Anche l'abitabilità era decisamente da curare, sebbene in tali tipi di mezzi navali lo spazio per l'equipaggio non fu mai abbondante, sacrificato com'era tra caldaie e armi di ogni sorta. Il dislocamento delle navi della categoria nella Regia Marina del 1918 era di circa 600 tonnellate, valore che nel successivo conflitto mondiale sarà a stento tipico delle torpediniere. Altre marine avevano già navi dell'ordine delle 1000 tonnellate, idonee per missioni oceaniche, praticamente precluse alle unità italiane, non fosse altro che per un fatto di autonomia, appena sufficiente per missioni a breve raggio. D'altra parte, la maggior parte delle azioni belliche venne focalizzata non tanto nel Mar Mediterraneo, ma addirittura nel solo Mare Adriatico, in funzione anti-austriaca.
Tra le prime classi navi del dopoguerra, la Classe Sauro era dotata di 4 cannoni da 120/45 in due complessi binati OTO Mod. 1926, siluri da 533mm e un dislocamento di circa 1000 tonnellate. Essa aveva seguito la precedente classe Quintino Sella, anch'essa su 4 unità, ma in questa storia è particolarmente importante poiché direttamente da essa venne derivata la classe Turbine, costituita da otto navi.
|  |  |  |

## Caratteristiche
Le navi Classe Turbine presentavano caratteristiche che si possono definire intermedie tra le navi del primo dopoguerra e quelle degli anni trenta. Essi vennero varati nel biennio 1927-28, e rispetto ai loro predecessori possedevano uno scafo allungato di 3 metri, così da poter ospitare un apparato propulsivo del 10% più potente.
Come i Sauro esse avevano una caratteristica molto insolita per un cacciatorpediniere, ovvero un torrione di comando (leggermente) corazzato, anche se di spessore ignoto. Per la prima volta, invece, avevano una seconda stazione di direzione tiro per le artiglierie, con il locale sistemato tra i 2 lanciasiluri tripli, troppo basso però per farne un uso valido in ogni situazione pratica. Differentemente, sarebbe stato possibile ingaggiare con le 2 torri altrettanti bersagli simultaneamente.
L'apparato propulsivo era dato da 2 gruppi di turbine a vapore su 2 assi, ciascuno su un fumaiolo, di diverse dimensioni (più grande l'anteriore) con la rimarchevole potenza di 40.000hp., per una velocità dichiarata di 36 nodi, mentre l'autonomia era dell'ordine dei 3.000 km a 20 nodi.
L'armamento verteva su 2 torri binate di cannoni da 120/45, per l'ultima volta in quanto dalle classi successive sarebbero stati adottati i 120/50, dalla maggiore gittata e cadenza di tiro. Le artiglierie binate consentivano una ben maggiore compattezza del disegno delle navi rispetto a 4 impianti singoli, e certamente contribuivano all'armonia estetica del disegno, più compatto e potente, ma i cannoni in culle uniche e molto ravvicinati tra loro si interferivano a vicenda durante il fuoco, causando una dispersione di tiro che perseguitò i tecnici della marina per tutta la guerra.
I lanciasiluri erano 2 tripli da 533mm, esistevano anche bombe di profondità e, analogamente alle altre navi della categoria in servizio nella Regia Marina, erano previste fino a 50 mine per azioni di minamento veloce. Chiaramente, l'obiettivo di tali azioni era soprattutto il contrasto di forze navali superiori, e in particolar modo la Mediterranean Fleet. L'armamento contraereo era limitato a 2 mitragliere Vickers-Terni da 40/39 e qualche mitragliatrice.

## Unità
Le unità della Classe Turbine erano:

### Aquilone
Costruito dai cantieri Odero entrò in servizio il 3 dicembre 1927. Il 17 settembre 1940 partì da Bengasi diretto a Tripoli, assieme al Turbine, ma all'uscita del porto (alle 20:45) urtò due mine posate da aerei, si rovesciò e affondò in circa cinque minuti raddrizzandosi dopo aver toccato il fondale. Nonostante la rapidità dell'affondamento e il mare agitato, la maggior parte dell'equipaggio riuscì a salvarsi, mentre ci furono 13 morti e 20 feriti.

### Borea
Costruito nei cantieri Ansaldo di Genova, entrò in servizio il 14 novembre 1927. Il 17 settembre 1940, intorno all'una, fu colpito da una bomba d'aereo sotto la chiglia mentre era all'ormeggio nel porto di Bengasi; affondò in breve ma l'equipaggio poté salvarsi quasi per intero, vi fu infatti una sola vittima che si trovava nei pressi del punto d'impatto della bomba. Gran parte dell'equipaggio poté abbandonare la nave scendendo semplicemente dalla passerella sul molo.

### Espero
Costruito nei cantieri Ansaldo di Genova, entrò in servizio il 30 aprile 1928. Nel 1932 dislocato in Cina e impiegato poi durante la guerra civile spagnola, compì varie missioni nel Mediterraneo occidentale per la repressione del contrabbando di materiale bellico e la protezione del traffico marittimo. Assegnato alla base di Taranto venne periodicamente dislocato a Tobruk. Il 28 giugno 1940, nella battaglia del convoglio Espero, si scontrò con alcuni incrociatori inglesi, e ne venne affondato, per coprire le altre due unità che con esso si trovavano, Ostro e Zeffiro. Dei circa 200 uomini a bordo - equipaggio e un gruppo di 55 Camicie Nere da trasportare in Africa - gli inglesi recuperarono 37 sopravvissuti, mentre una scialuppa con altri 36 uomini, allontanatasi per evitare la cattura, andò alla deriva per tredici giorni, sino a quando non s'imbatté nel sommergibile Topazio: solo sei uomini erano ancora vivi. Fu la prima unità italiana ad andare perduta nella guerra dei convogli per la Libia.

### Euro
Costruito nel Cantiere navale di Riva Trigoso, varato il 7 luglio 1927, venne consegnato alla Regia Marina il 22 dicembre dello stesso anno. Il 5 luglio 1940, nel porto di Tobruk, fu colpito da aerosiluranti con la perdita della prua. Il 9 gennaio 1941 prese parte alla battaglia del convoglio Duisburg. Nel settembre del 1943 prese parte alla Battaglia di Lero, al comando del c.f. Vittorio Meneghini, abbattendo un aereo tedesco e danneggiandone un altro, ma il 1º ottobre 1943 fu affondato nella baia di Parteni da un attacco aereo di Stukas.

### Nembo
Costruito a Riva Trigoso, entrò in servizio il 14 novembre 1927. Alle 20 del 19 luglio 1940, mentre era ormeggiato nel porto di Tobruk, fu attaccato da aerosiluranti; centrato in corrispondenza delle caldaie, affondò all'1:45 del 20, con 25 morti. Fu affondato anche l'Ostro.

### Ostro
Costruito nei cantieri Ansaldo di Genova, entrò in servizio il 9 giugno 1928. Alle 20 del 19 luglio 1940, mentre era ormeggiato nel porto di Tobruk, fu attaccato da aerosiluranti; colpito nel deposito munizioni poppiero, affondò in soli dieci minuti, all'1:44 del 20, precedendo di un minuto il Nembo. Vi furono 42 vittime.

### Turbine
Costruito dai cantieri Odero entrò in servizio il 27 agosto 1927. Il 19 giugno 1940 affondò probabilmente il sommergibile inglese HMS Orpheus appena fuori la rada di Tobruk. Nel corso della sua carriera abbatté cinque aerosiluranti. Il 9 settembre 1943 fu catturato dai tedeschi al Pireo e ribattezzato TA.44; affondò a Salamina il 15 settembre 1944, per attacco aereo.

### Zeffiro
Costruito dai cantieri Odero entrò in servizio il 15 maggio 1928. Alle 20:20 del 5 luglio 1940, nel porto di Tobruk, fu attaccato da aerosiluranti; dopo un quarto d'ora, a causa di un siluro del deposito munizioni, esplose, perse la prua e affondò. 21 uomini rimasero uccisi.

## Servizio
Le unità della Classe all'inizio del conflitto erano in servizio presso il Comando Navale della Libia e presso la Circoscrizione del Basso Adriatico e del Mar Ionio. Turbine (caposquadriglia), Aquilone, Euro e Nembo erano inquadrati nella I Squadriglia Cacciatorpediniere nella base di Tobruk. Espero (caposquadriglia), Borea, Zeffiro e Ostro erano inquadrati nella II Squadriglia Cacciatorpediniere nella base di Taranto.
Le navi di questa categoria erano già assai superate, piccole e vecchie com'erano, quando scoppiò la guerra. Esse vennero impiegate in azione, ma furono rapidamente sterminate. L'Espero fu il primo, affondato al largo delle coste libiche dall'incrociatore leggero australiano Sydney il 28 giugno 1940 nella cosiddetta Battaglia del Convoglio Espero. Sorpreso da una formazione nemica e colpito alle prime salve, la nave si immolò manovrando per proteggere la ritirata delle altre due unità che l'accompagnavano, le gemelle Ostro e Zeffiro, consentendo loro di disimpegnarsi e di raggiungere Bengasi e difendendosi accanitamente prima di colare a picco. Il suo comandante, Enrico Baroni, inabissatosi con l'unità, venne decorato con la Medaglia d'Oro al Valor Militare alla memoria.
Dopo una settimana, il 5 luglio, all'interno della baia di Tobruk lo Zeffiro venne affondato e l'Euro danneggiato da un aerosilurante Swordifish della Eagle, che affondò anche un mercantile. Dopo 15 giorni, il 20 luglio, gli inglesi ripeterono l'attacco nel Golfo di Bomba, affondando un altro trasporto e, soprattutto, i cacciatorpediniere Ostro e Nembo. Questi aerei, basati a terra, l'anno dopo affondarono anche due cacciatorpediniere della Classe Sauro, rivelandosi quindi assolutamente micidiali, visto che erano solo una squadriglia di una dozzina di aerei. Fino alla fine dell'estate 1940 la Royal Air Force possedeva solo un reparto sperimentale di aerosiluranti.
Altre due unità, Borea e Aquilone, vennero distrutte, la notte del 17 settembre 1940, nella rada di Bengasi, dagli aerosiluranti facenti parte del gruppo di volo della portaerei Illustrious.
Dopo il 1940 la classe si era quindi ridotta ad appena due navi, che vennero a quel punto assai meno impiegate, e ridotte ad un ruolo marginale.
Le ultime due unità sopravvissero fino all'armistizio, ma non alla fine della guerra, in quanto l'Euro, già danneggiato durante la battaglia del convoglio Duisburg, venne affondato da aerei tedeschi dopo l'8 settembre, quando dall'Egeo tentava di raggiungere l'Italia meridionale, mentre il Turbine, catturato dai tedeschi nel porto del Pireo, venne affondato da aerei americani nel settembre del 1944, dopo che era stato inquadrato nella Torpedoboote Ausland della Kriegsmarine e ribattezzato TA 14.
Tutte queste navi, eccetto l'Espero, vennero colpite da aerei e dimostrarono che effettivamente il loro armamento antiaereo fosse del tutto insufficiente a garantirne l'incolumità, come del resto accadeva anche per le altre navi della categoria del periodo prebellico. Queste unità furono anche sfortunate a trovarsi in diverse situazioni che non avrebbero lasciato scampo nemmeno ad altre più moderne unità, ma nell'insieme dimostrarono di essere troppo vecchie e piccole per sopravvivere alle minacce e ai danni della guerra aeronavale moderna.